# Homochromia

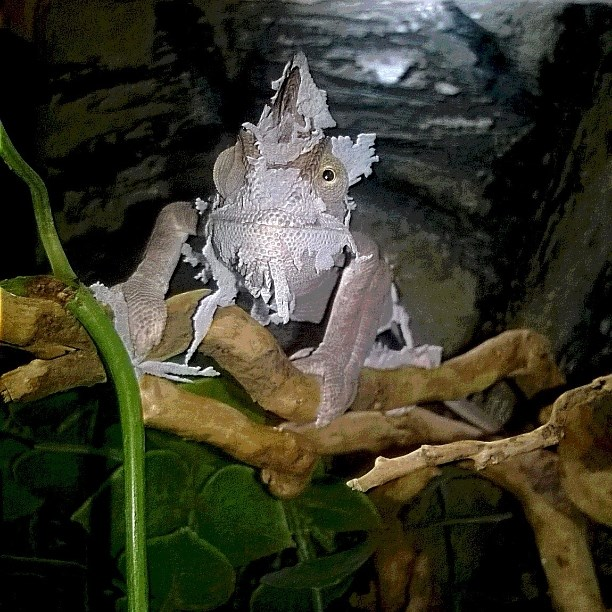
Kameleon jemeński – przykład gatunku wykorzystującego homochromię

Homochromia – jeden z rodzajów mimetyzmu (obok homomorfii), adaptacyjna zdolność niektórych zwierząt do upodabniania się barwą do otoczenia, w którym się znajdują. Jest ona warunkowana obecnością chromatoforów w skórze. Występuje u kameleonów oraz niektórych ryb.